# Anda Perianu
Anda Perianu (4 juli 1980) is een tennisspeelster uit Roemenië.
Ze begon op zevenjarige leeftijd met tennis.
In 2006 speelde Perianu haar eerste grandslamtoernooi, op het vrouwenenkelspel van Roland Garros. In 2015 speelde zij op het US Open, samen met Andrei Dăescu op het gemengd dubbelspel, waarvoor zij een wildcard hadden kregen.